# Haghorti
Haghorti (in armeno Եմիշջան?, in azero Kəndxurd) è una comunità rurale del distretto di Xocavənd, in Azerbaigian, fino al 2024 appartenente alla regione di Martuni nella repubblica dell'Artsakh (fino al 2017 denominata repubblica del Nagorno Karabakh).
Nel 2005 contava poco più di duecento abitanti e sorge nella parte centrale della regione in zona montuosa e poco collegata.